# سبگو
سبگو (به انگلیسی: Cebgo) یک شرکت هواپیمایی با کد یاتا DG است که در ۱۹۹۵ میلادی تأسیس شده‌است.